# Увулярні приголосні
Увулярні приголосні (конусоподібні), — це приголосні, що утворюються контактом задньої частини язика з язичком (конусом), тобто подібний до велярних приголосних, але більше в задній частині рота. Вони містяться в літературній французькій та іспанській, казахській, японській і деяких індіанських мовах.
До увулярних входять увулярний носовий [ɴ], увулярний глухий проривний [q], увулярний дзвінкий проривний [ɢ], глухий увулярний фрикативний [χ], дзвінкий увулярний фрикативний [ʁ], вібранта [ʀ], абруптивний [qʼ], дзвінкий імплозив [ʛ].